# حمادة نامبياندرازا
حمادة نامبياندرازا (بالفرنسية: Hamada Nampiandraza)‏ (مواليد 8 يوليو 1984) هو حكم كرة قدم ملغاشي. كان أحد حكام كأس الأمم الأفريقية لكرة القدم 2015 في غينيا الاستوائية.

## وصلات خارجية
- حمادة نامبياندرازا على موقع Soccerway.com (الإنجليزية)